# Windpark Hungerberg
Der Windpark Hungerberg ist ein Windpark im rheinland-pfälzischen Donnersbergkreis. Er liegt südöstlich der Kreisstadt Kirchheimbolanden auf der gleichnamigen Erhebung und umfasst 11 Windkraftanlagen des dänischen Herstellers Vestas. Betreiber der Anlagen ist die Cerventus Naturenergie GmbH aus Offenbach, ein Gemeinschaftsunternehmen der 100 % RE IPP GmbH & Co. KG und der Energieversorgung Offenbach (EVO).

## Lage
Der Windpark wurde auf dem 290 m hohen Hungerberg errichtet. Die Anlagen befinden sich auf dem Gebiet der Gemeinden Gauersheim (6 Anlagen), Albisheim (Pfrimm) (3 Anlagen), Bolanden und Rittersheim (jeweils 1 Anlage). Westlich des Geländes verläuft die Bundesautobahn 63, südlich die Bundesstraße 47. Der im Windpark erzeugte Strom wird über ein 110-/20-kV-Umspannwerk in die über den Hungerberg verlaufende 110-kV-Leitung Kerzenheim–Marnheim eingespeist.

## Geschichte
Auf dem Hungerberg führte der aus Kirchheimbolanden stammende Mitbegründer des Projektentwicklungsunternehmens juwi, Fred Jung, Anfang 1995 erstmals Windmessungen durch. Die mit einem provisorischen Masten aufgenommenen Messdaten ergaben nach sechs Monaten bereits ausreichende Ergebnisse, um auf der Erhebung eine Windkraftanlage zu betreiben. Der daraufhin bei der Kreisverwaltung des Donnersbergkreises eingegangene Bauantrag für die Anlage wurde abgelehnt, Verhandlungen mit dem Energieversorger Pfalzwerke ergaben, dass ein Anschluss der Anlage ans öffentliche Stromnetz zu kostenintensiv wäre. Im Jahr darauf gründete Jung zusammen mit Matthias Willenbacher die Firma Juwi Windenergie GmbH.
Die Nutzung des Hungerbergs als Windkraftstandort wurde allerdings nicht aufgegeben. Die Gemeinde Albisheim plante einen Energiepark, die Nachbargemeinde Gauersheim votierte im Jahr 2011 einstimmig für den Bau eines Windparks auf ihrem Gebiet. Der Bauantrag für das Projekt wurde im Jahr 2012 genehmigt.
Der Bau des Windparks begann im Juli 2013 mit dem Bau der Fundamente für zunächst 10 Windkraftanlagen. Zum Einsatz kommt der Anlagentyp Vestas V112-3.0MW des Herstellers Vestas Wind Systems. Den ursprünglichen Planungen nach waren 13 Windkraftanlagen geplant, von denen drei erst nachträglich bis Ende 2014 oder 2015 errichtet werden sollten. Im November 2013 gingen die ersten Anlagen in Betrieb, die letzte Anlage speiste am 13. Februar 2014 elektrische Energie ins Netz. Offizielle Eröffnung des Windparks war am 5. Juli 2014 mit einem Bürgerfest. Laut Angaben des Projektierers betrug die Investitionssumme rund 67 Millionen Euro.
Die drei für den späteren Bauabschnitt vorgesehenen Anlagen wurden bislang seitens juwi und der Cerventus Naturenergie GmbH nicht realisiert. Auf Albisheimer Gemarkung entstand im Jahr 2015 allerdings eine weitere Windkraftanlage vom Typ Vestas V126-3.3MW. Dieser weist im Vergleich zu den bestehenden Anlagen im Windpark einen größeren Rotordurchmesser von 126 m und eine gesteigerte Nennleistung von 3,3 MW auf. Betreiber dieser Anlage ist die Windpark Albisheim GmbH & Co. KG aus Offenbach, eine 100 %-Tochter der Cerventus Naturenergie GmbH.
Im Januar 2025 zerstörte ein Brand eine der Windkraftanlagen.

## Technische Daten

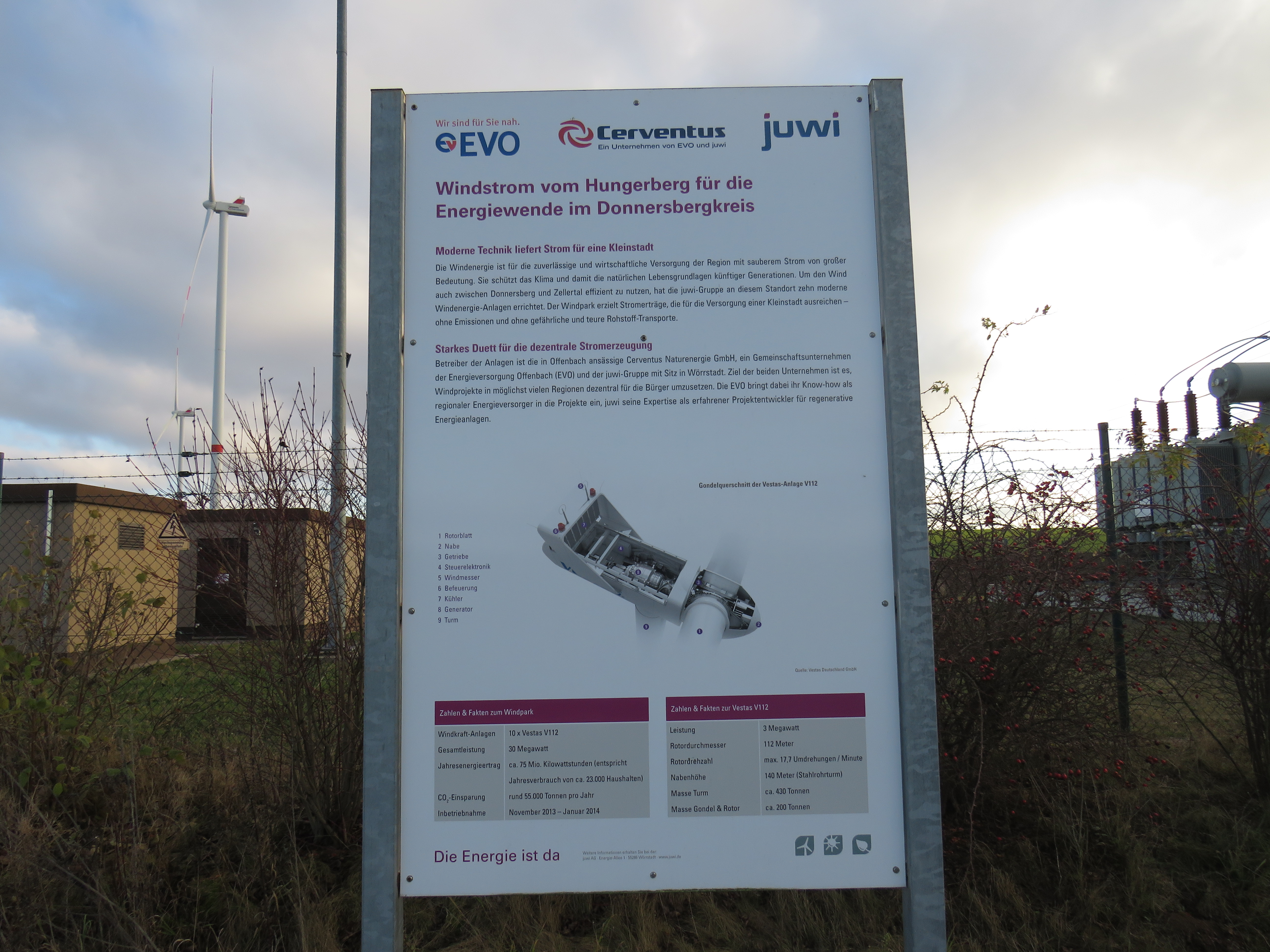
Informationstafel

Alle 10 Anlagen der ersten Ausbaustufe haben einen Rotordurchmesser von 112 Metern bei einer Nabenhöhe von 140 m, womit sie bis zur Flügelspitze eine Gesamthöhe von 196 m erreichen. Die Nennleistung jeder einzelnen Anlage beträgt 3 MW. Laut Informationstafel des Betreibers kann bei einer Gesamtleistung von 30 MW ein Jahresenergieertrag von 75 Millionen kWh angenommen werden, was der Versorgung von 23.000 Haushalten mit elektrischem Strom entspricht.
| Anlagentyp        | Anzahl | Baujahr | Nabenhöhe | Rotor- durchmesser | Gesamthöhe | Leistung je Anlage |
| ----------------- | ------ | ------- | --------- | ------------------ | ---------- | ------------------ |
| Vestas V112-3.0MW | 10     | 2013/14 | 140 m     | 112 m              | 196 m      | 3000 kW            |
| Vestas V126-3.3MW | 1      | 2015    | 137 m     | 126 m              | 200 m      | 3300 kW            |

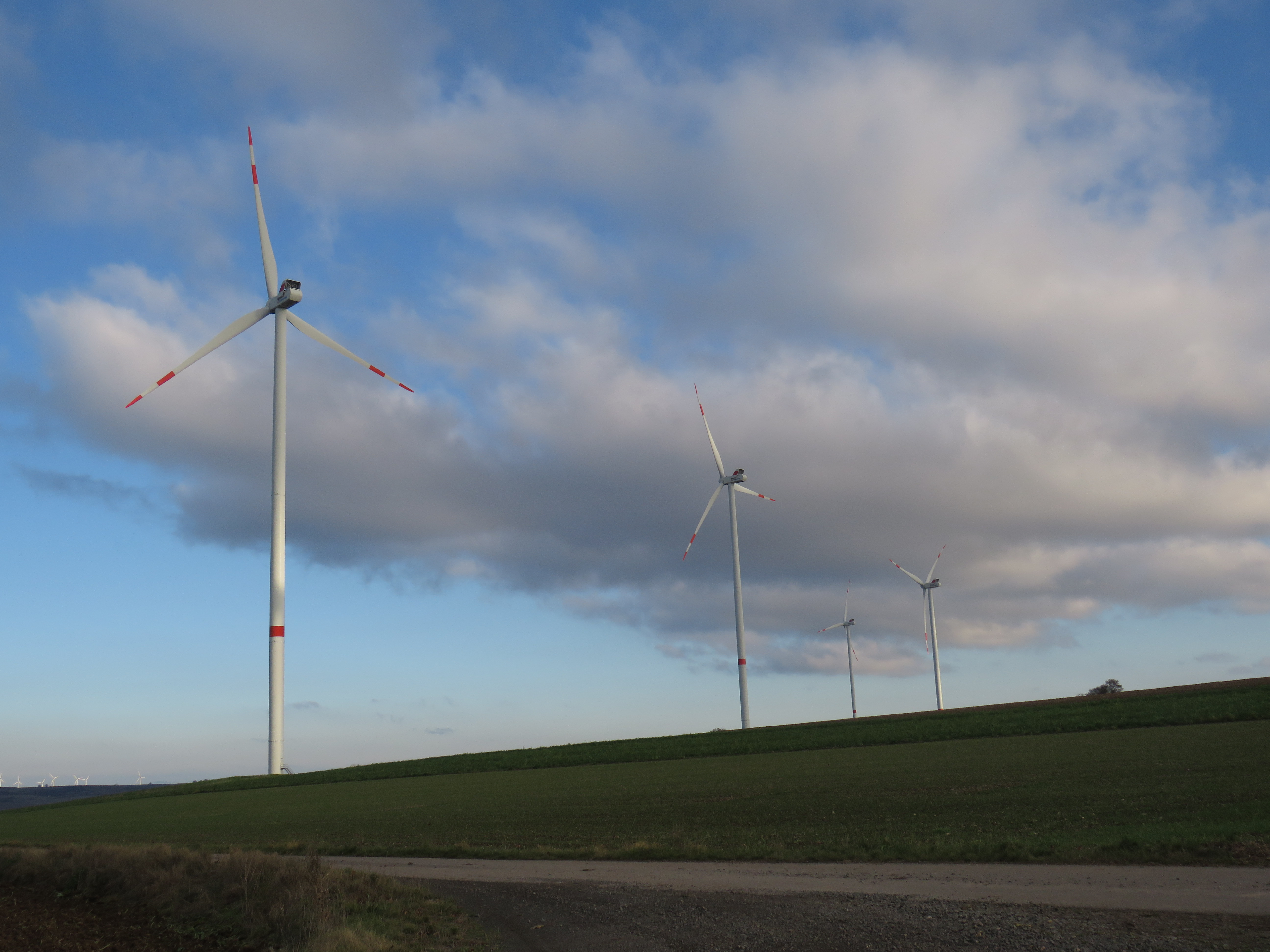
Einige Anlagen
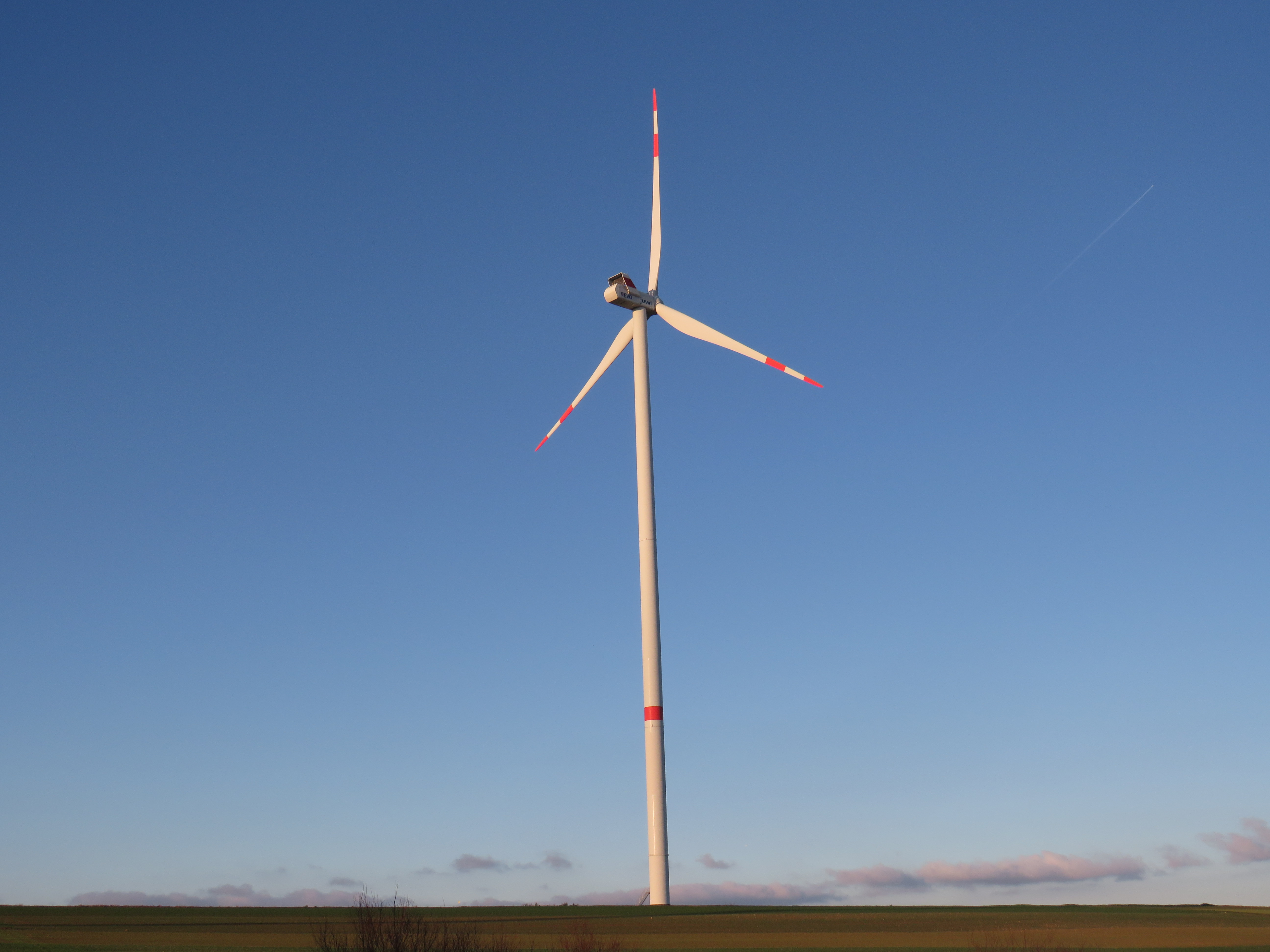
Einzelne Anlage
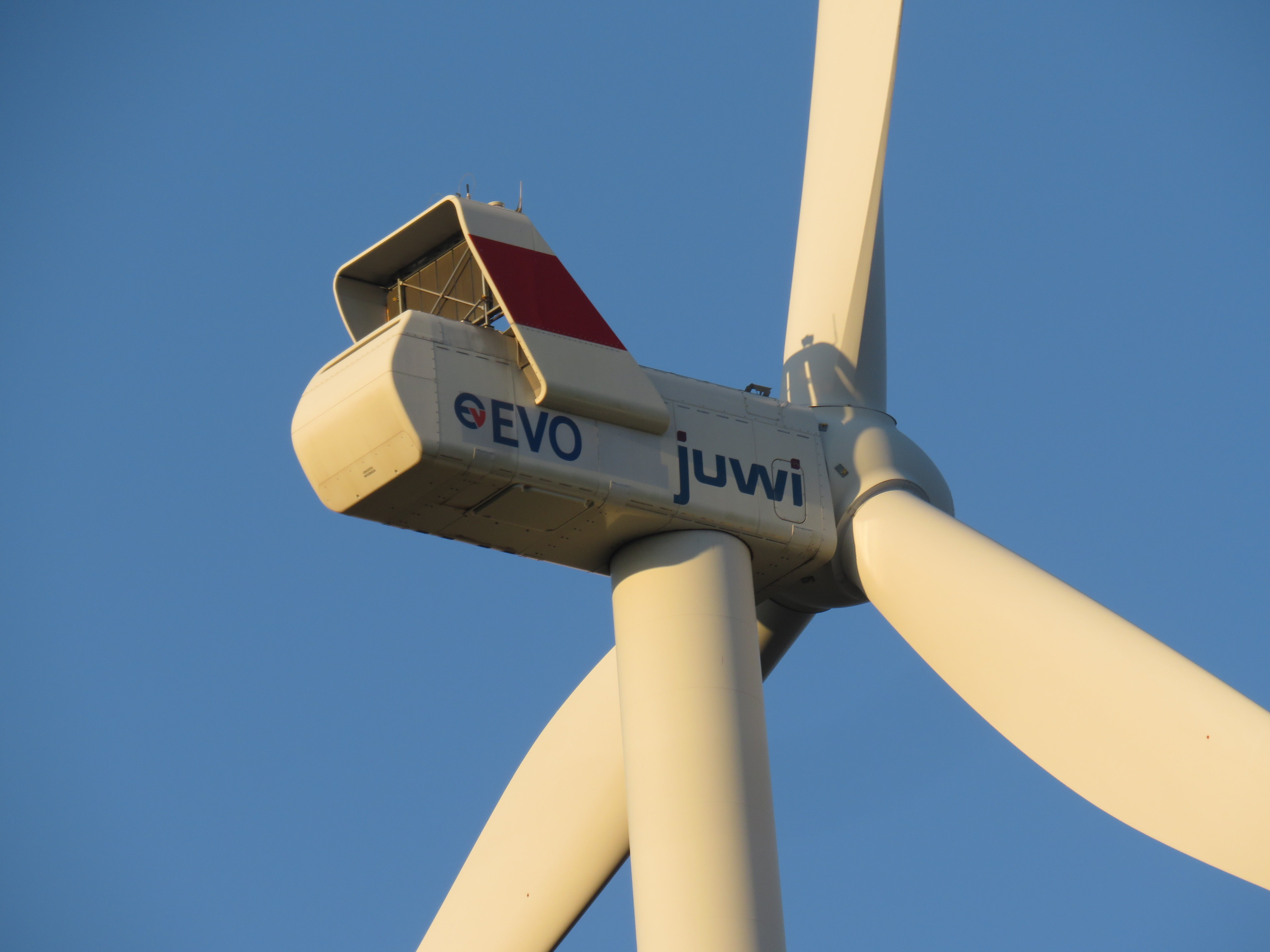
Nahaufnahme der Gondel einer Vestas V112-3.0MW
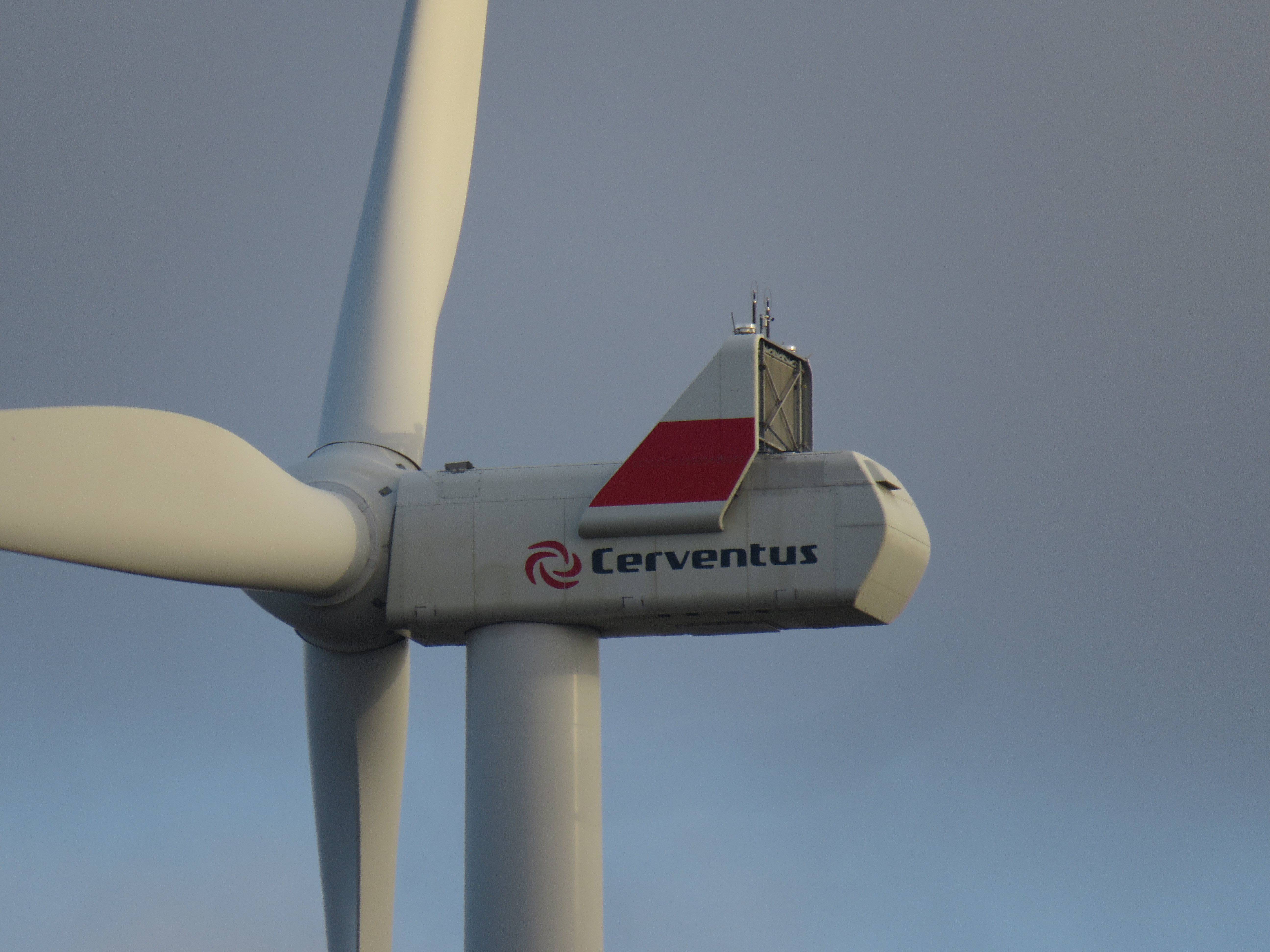
Eine weitere Gondel